# 안성일 (1966년)
안성일(1966년 9월 10일 ~ )은 대한민국의 전직 축구 선수이다. 현역 시절 포지션은 미드필더였다.

## 선수 경력
1989시즌을 앞두고 안성일은 대우 로얄즈에 입단했다. 1989년 5월 12일 포항제철 아톰즈와의 경기에서 프로 데뷔골을 넣었으며 1993년 시즌 후 윤성효와의 맞트레이드를 통해 포철 유니폼을 입었으나 다음 해 시즌 뒤 대우의 취약 포지션인 미드필드 보강에 따라 김동기와 맞트레이드되어 대우에 복귀했고 1996년 시즌을 끝으로 은퇴했다.